# Franz Boos

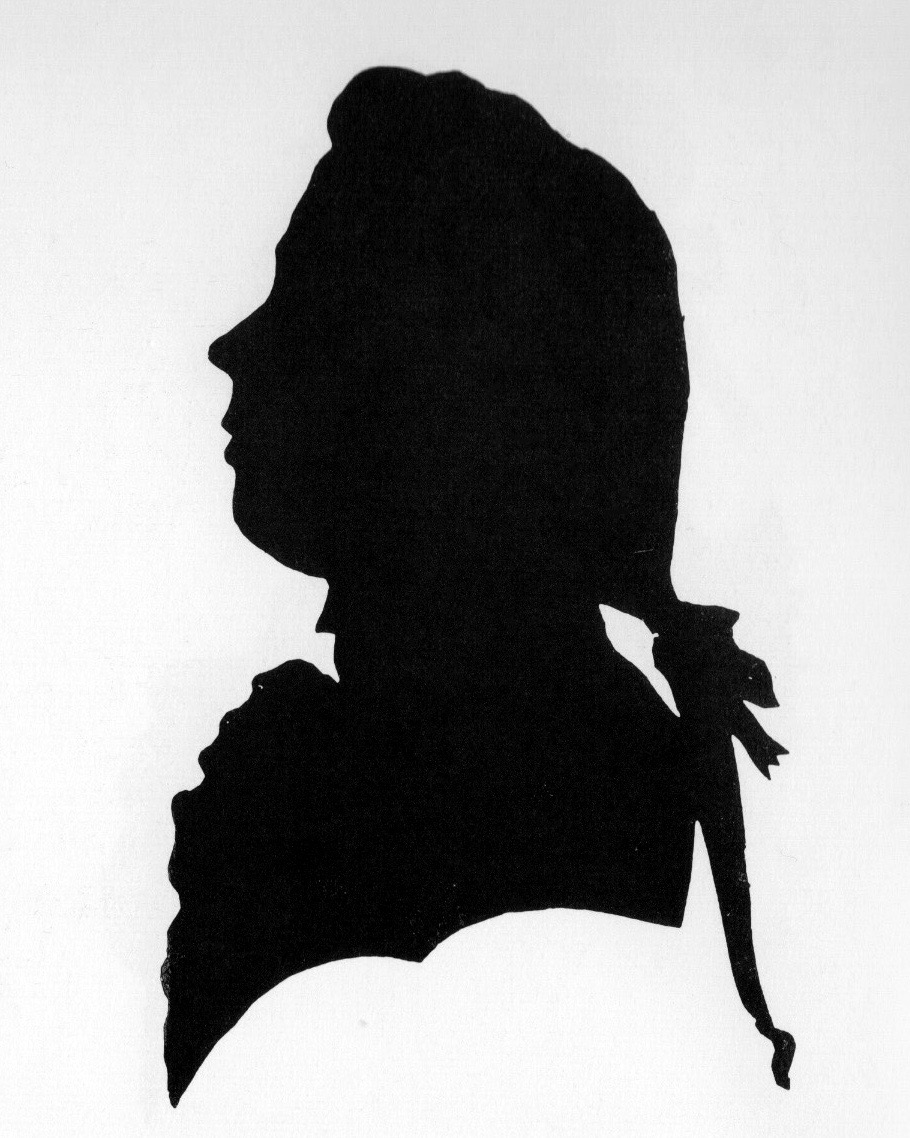
Bernhard Albrecht Moll: Einziges existierendes Bild von Boos, Philadelphia 1783.

Franz Boos (* 23. Dezember 1753 in Frauenalb, Markgrafschaft Baden-Baden; † 9. Februar 1832 in Wien) war ein in Wien tätiger deutscher Gärtner. Im Auftrag Kaiser Josephs II. bereiste er 1783–1785 mit der Märter-Expedition die südlichen USA und die Bahamas, 1785–1788 selbständig die Kapkolonie und die Maskarenen. Ab 1791 war er Direktor der Menagerie und Hofgärtner in Schönbrunn, 1807–1827 Direktor aller k. k. Hofgärten.

## Leben
„Nach der Musik wird hier gewiß keine von den schönen Künsten mehr getrieben als die Gartenkunst.“

### Aus Baden nach Mähren und Wien
Sohn von Oberhofgärtner Johann Boos in Rastatt (Baden-Baden), verließ er nach dessen Tod die dortige Schule der Piaristen und erlernte von seinem Stiefvater das Gärtnerhandwerk. Als Baden-Baden an Baden-Durlach fiel und Rastatt die Funktion als Residenzstadt an Karlsruhe verlor, suchte Boos sein Glück weiter östlich, wo es erst wenige Spezialisten auf seinem Fachgebiet gab. Anstellung fand er zunächst in Mähren: 1771 in den Gärten des gräflich-dietrichsteinischen Schlosses Seelowitz (Židlochovice), 1774 in jenen des fürstlich-liechtensteinischen Schlosses Eisgrub (Lednice). Über Obergärtner Lilie in Seelowitz soll Boos 1785 zu Joseph II. gesagt haben: „Nebst Gott Vater war dieser Ehrenmann meine größte Stütze; er lehrte dem [sic!] jungen Wildfang zuerst denken (…)“
1776 wurde Boos in Schönbrunn Gehilfe von Hofgärtner Ryk van der Schot, den Josephs verstorbener Vater Franz I. 1754–1759 mit einem anderen in Wien tätigen Holländer, dem Botaniker Nikolaus Joseph von Jacquin, auf die Antillen sowie nach Venezuela und Kolumbien entsandt hatte. Bei den letzten Bauten, die Kaiserinwitwe Maria Theresia durch Hetzendorf von Hohenberg im Park von Schönbrunn ausführen ließ und aus ihrem Privatvermögen bezahlte, besorgte Boos unter Aufsicht van der Schots nicht nur die Garten-, sondern auch die Schreibarbeiten und das Rechnungswesen.  Von seiner Hand stammt auch ein Plan der Hofgärten von Schönbrunn aus dem Jahr 1780, kurz nach deren Fertigstellung. Zu Beginn der 1780er Jahre wurde er in die Freimaurerloge Zur wahren Eintracht aufgenommen, deren Meister vom Stuhl der Mineraloge Ignaz von Born war.

### Mitglied der Märter-Expedition
1783 nahm Boos mit den Botanikern Franz Joseph Märter und Matthias Leopold Stupić, dem Maler Bernhard Albrecht Moll und seinem jungen Kollegen Franz Bredemeyer an einer Expedition zur Beschaffung von Pflanzen, Tieren und Mineralien teil, die von Joseph II. finanziert und von Born organisiert wurde. Dabei war Boos unter anderem für das Einfangen neuer Bewohner für die Menagerie in Schönbrunn zuständig. Das von Märter geleitete Team reiste über Brüssel, Paris und Le Havre nach Philadelphia, wo es kurz nach dem formellen Ende des Amerikanischen Unabhängigkeitskriegs eintraf. Boos bereiste mit Stupić Pennsylvania und New Jersey. Dann fuhr er mit ihm auf dem Seeweg nach Charleston (South Carolina), wo er eigenmächtig Samen an van der Schot sandte und Transportkisten für Pflanzen bestellte. Später trafen dort alle fünf Forscher wieder zusammen. Von der Solomon’s Lodge in Charleston wurde Boos vom Gesellen zum Meister erhoben, womit er innerhalb des Freimaurerbundes den gleichen Rang wie Märter bekleidete.
Im März 1784 begleitete er den Expeditionsleiter und den ansbach-bayreuthischen Militärarzt Johann David Schöpf nach St. Augustine in Ostflorida und nach New Providence auf den Bahamas, die zuvor erst ein einziger Naturforscher betreten hatte. Während Märter im Mai nach Charleston und Schöpf im Juni nach Europa zurückkehrte, blieb Boos acht Monate lang auf den Bahamas, obwohl es dort an Lebensmitteln und selbst an Trinkwasser mangelte. Im Winter setzte er das Botanisieren von Charleston aus fort. Stupić, den er nicht leiden konnte, verließ dort ebenso wie zuvor bereits Moll das Expeditionsteam. Boos brachte von Mai bis September 1785 Sammelgut von Charleston über London und Brüssel nach Wien. Dabei überlebten mehr Pflanzen und Tiere als bei einem ersten solchen Transport, den Bredemeyer im Jahr zuvor begleitet hatte. Als seine Gewächse im Schiff von Ratten angefressen wurden, ließ Boos die mitgeführten Waschbären frei.

### Kapkolonie, Maskarenen
Joseph II. war so begeistert darüber, was Boos mitbrachte, dass er ihn umgehend mit einer neuen Mission in die niederländische Kapkolonie und auf die französischen Maskarenen betraute. Zusammen mit dem Gärtnergesellen Georg Scholl aus dem kurmainzischen Weilbach fuhr Boos im Oktober 1785 über Brüssel nach Amsterdam. Die Seereise von Texel nach Kapstadt dauerte von Februar bis Juni 1786. Unterwegs brach auf der überfüllten Holland eine Epidemie aus, die unter den 665 zusammengepferchten Matrosen und Soldaten Dutzende von Toten forderte.
In der Kapkolonie ärgerten sich Boos und Scholl über Gouverneur Cornelis Jacob van de Graaff, der „im Wahne stand, nur durch die Gewalt des Schreckens und Aberglaubens vermöge die Republik ihre Herrschaft über die Hottentotten zu behaupten“. Zu Dank dagegen verpflichtete sie der Entdeckungsreisende Robert Jacob Gordon, welcher die örtliche Garnison der Niederländischen Ostindien-Kompanie befehligte. Er installierte sie in einem Garten am Fuß des Tafelbergs und begleitete sie zusammen mit dem schottischen Botaniker Francis Masson auf ersten kurzen Exkursionen. Im Herbst 1786 reiste er mit ihnen bis zur Halbwüste Karoo.
Scholl weisungsgemäß am Kap zurücklassend, fuhr Boos von Februar bis April 1787 mit Kapitän Nicolas Baudin auf die Île-de-France (Mauritius). Dort fand er im Direktor des Jardin du Roi (Garten des Königs) von Pamplemousses, Jean-Nicolas Céré, einen ebenso hilfsbereiten Gastgeber wie Gordon. Nach dem Besuch der Île Bourbon (La Réunion), wo er mit dem Botaniker Joseph Hubert ins Gebirge zog und einen Ausbruch des Vulkans Piton de la Fournaise erlebte, kehrte er von November 1787 bis Juni 1788 mit Baudin über Kapstadt und Malaga nach Triest zurück. Scholl musste mit einem Teil des Sammelguts in Afrika bleiben. Im August erreichte Boos Wien. Neben Pflanzen und Mineralien brachte er unter anderem ein Zebrapaar, eine Gazelle, einen „Mäusehund“, eine „Muskusratte“, zehn Primaten und 80 Vögel mit. Joseph II. schenkte ihm eigenhändig 200 Dukaten und machte ihn zum Adjunkten an der Menagerie und am Holländisch-botanischen Garten in Schönbrunn.

### Direktor von Menagerie und Hofgärten

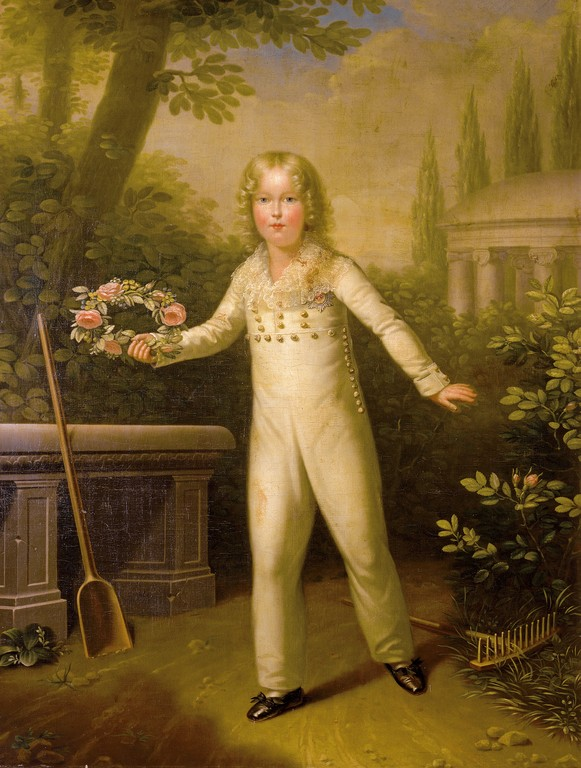
Karl von Sales: Napoleons Sohn als Gärtner, 1815.

Als van der Schoot 1790 (einen Tag vor dem Kaiser) starb, wurde Boos sein Nachfolger als Direktor der Menagerie und für den Holländisch-botanischen Garten zuständiger Hofgärtner. Im selben Jahr heiratete er van der Schots Tochter Elisabeth. Scholl konnte wegen des Ersten Koalitionskriegs erst 1798/1799 über London und Hamburg in die Kaiserstadt zurückkehren. Viele Pflanzen, die Boos und er mitgebracht hatten, wurden von Jacquin in einem illustrierten Prachtwerk beschrieben.
Der 1805 in Schönbrunn residierende Napoleon gewährte Boos eine Unterredung. Als er zehn Jahre später nach Sankt Helena verbannt wurde, ließ ihm Boos durch den mitreisenden Gärtner Philipp Welle eine Locke seines in Österreich festgehaltenen vierjährigen Sohnes, des späteren Herzogs von Reichstadt, überbringen – zum Ärger von Staatskanzler Metternich.
Der Publizist Carl Bertuch, der Boos 1806 aufsuchte, nennt ihn „einen theoretisch und praktisch vielseitigen Mann, biederherzig und bescheiden“, der den ihm unterstehenden Anlagen „mit Kraft und Einsicht“ vorstehe. Der Botaniker Graf Sternberg schrieb im selben Jahr: „Herr Bose (sic) bemühet sich mit Sorgfalt, die grossen Anstalten des Kaiser Joseph zu erhalten; neues wird dermalen nicht mehr angeschaft.“ 1808 wurde Boos „Direktor sämmtlicher k. k. Hofgärten zu Schönbrunn, Hetzendorf, im Belvedere, Augarten, wie auch den Burgbastey- und Terrassegärten“. Im selben Jahr stiftete er ein „Pensions-Institut für die Arbeiter in den k. k. Hofgärten“. 1810 wurde er kaiserlicher Rat.
Nach einem Manuskript von Boos veröffentlichte dessen Sohn Joseph (1794–1879), der später ebenfalls Hofgärtner wurde, 1816 ein Verzeichnis der im Holländisch-botanischen Garten kultivierten Pflanzen. Studienaufenthalte bei Boos absolvierten unter anderen der spätere Düsseldorfer Gartendirektor Maximilian Friedrich Weyhe und der spätere preußische Generalgartendirektor Peter Joseph Lenné. Boos war Mitglied der Landwirtschaftsgesellschaft in Wien, korrespondierendes Mitglied des Königlich böhmischen pomologischen Vereins und Ehrenmitglied des Vereins zur Beförderung des Gartenbaus in Preußen. Als er 1827 zu kränkeln begann, wurde er mit vollem Gehalt pensioniert, und Bredemeyer trat seine Nachfolge an. 
Seit 1905 gibt es im Wiener Bezirk Hietzing, zu dem Schönbrunn gehört, eine Franz-Boos-Gasse.